# Karel I van Brunswijk-Wolfenbüttel
Karel I van Brunswijk-Wolfenbüttel (Brunswijk, 1 augustus 1713 – aldaar, 26 maart 1780) was van 1735 tot aan zijn dood hertog van Brunswijk-Wolfenbüttel. Hij behoorde tot het Nieuwere Huis Brunswijk.

## Levensloop
Karel I was de oudste zoon van hertog Ferdinand Albrecht II van Brunswijk-Wolfenbüttel-Bevern uit diens huwelijk met Antoinette Amalia, dochter van hertog Lodewijk Rudolf van Brunswijk-Wolfenbüttel.
Zijn vader was goed bevriend met koning Frederik Willem I van Pruisen. Op grond van deze vriendschap huwde Karel op 2 juli 1733 met Philippina Charlotte van Pruisen (1716-1801), dochter van Frederik Willem I. Omdat de hertogen van Brunswijk in de achttiende eeuw een nauwe band hadden met het huis Habsburg, ging Karel in militaire dienst bij het Keizerlijk Leger. Zo kreeg hij in 1733 het bezit over het kurassiersregiment Hertog van Brunswijk. In de loop van de Poolse Successieoorlog werd hij in april 1735 benoemd tot keizerlijk generaal-veldwachtmeester. 
In september 1735 volgde hij zijn onverwacht overleden vader op als hertog van Brunswijk-Wolfenbüttel, die dat hertogdom eerder dat jaar had geërfd van zijn schoonvader. Tegelijk bleef hij in militaire dienst van het Heilige Roomse Rijk.
Op binnenlands vlak voerde Karel grote hervormingen door, waarbij hij zich liet leiden door de principes van de Verlichting en het mercantilisme en ondersteund werd door eerste minister Heinrich Bernhard Schrader von Schliestedt. In 1741 benoemde hij financieel expert Johann Philipp Graumann tot commissaris van Brunswijk, met als opdracht het verbeteren van de handel en het verhogen van de inkomsten. Ook liet hij verschillende ijzerhutten, glashutten en manufacturen oprichten en stichtte hij in 1745 het Collegium Carolinum, de huidige Technische Universiteit Braunschweig. Bovendien liet hij de zoutpan van Schöningen grondig vernieuwen en liet hij een brandkas aanleggen. In 1753 verlegde Karel zijn residentie van Wolfenbüttel naar Brunswijk, dat hij uitbouwde tot een geestelijk centrum. Zo benoemde hij schrijver Gotthold Ephraim Lessing in 1770 tot bibliothecaris van de Herzog August Bibliothek.
Op buitenlands vlak loste Karel meer en meer de nauwe relaties met huis Habsburg, omdat hij door zijn huwelijk verwant was met het Pruisische huis Hohenzollern. Hij voerde een toenaderingspolitiek richting Pruisen en stond in 1750 de leiding over zijn regiment in het keizerlijk leger af. In de Zevenjarige Oorlog vocht Brunswijk-Wolfenbüttel aan de zijde van koning Frederik II van Pruisen, tegen het Heilige Roomse Rijk en Frankrijk. Na de oorlog, die zijn hertogdom op de rand van een catastrofe bracht, zette Karel zijn hervormingen en zijn pro-Pruisische beleid verder. Tijdens de Amerikaanse Onafhankelijkheidsoorlog verleende hij ook troepen aan zijn neef, koning George III van Groot-Brittannië.
Ondanks of misschien door zijn hervormingsijver slaagde Karel er niet in om de financiën van zijn hertogdom op orde te brengen. Mede daardoor stond hij in 1773 de regeringszaken af aan zijn zoon Karel Willem Ferdinand. Karel zelf overleed in maart 1780 op 66-jarige leeftijd en werd bijgezet in de Crypte in de Dom van Brunswijk.

## Nakomelingen
Karel en zijn echtgenote Philippina Charlotte kregen dertien kinderen:
- Karel Willem Ferdinand (1735-1806), hertog van Brunswijk-Wolfenbüttel
- George Frans (1736–1737)
- Sophia Carolina Maria (1737-1817), huwde in 1759 met markgraaf Frederik van Brandenburg-Bayreuth
- Christiaan Lodewijk (1738–1742)
- Anna Amalia (1739-1807), huwde in 1756 hertog Ernst August II Constantijn van Saksen-Weimar-Eisenach
- Frederik August (1740-1805)
- Albrecht Hendrik (1742-1761)
- Louise Friederike (1743–1744)
- Willem Adolf (1745-1770)
- Elisabeth Christine Ulrike (1746-1840), huwde in 1765 met koning Frederik Willem II van Pruisen
- Friederike Wilhelmina (1748–1758)
- Augusta Dorothea (1749-1803), abdis van Gandersheim
- Maximiliaan Julius Leopold (1752-1785)

Ook had hij een buitenechtelijke zoon, Christian Theodor von Pincier (1750-1824), die door Karel niet erkend werd.

## Voorvaderen
| Karel I van Brunswijk-Wolfenbüttel             | Karel I van Brunswijk-Wolfenbüttel                                                                                      | Karel I van Brunswijk-Wolfenbüttel                                                                                      | Karel I van Brunswijk-Wolfenbüttel                                                                                      | Karel I van Brunswijk-Wolfenbüttel                                                                                      | Karel I van Brunswijk-Wolfenbüttel                                                                                      | Karel I van Brunswijk-Wolfenbüttel                                                                                      | Karel I van Brunswijk-Wolfenbüttel                                                                                      | Karel I van Brunswijk-Wolfenbüttel                                                                                      |
| ---------------------------------------------- | --- | --- | --- | --- | --- | --- | --- | --- |
| Overgrootouders                                | August van Brunswijk-Wolfenbüttel (1579–1666) ∞ Sophia Elisabeth van Mecklenburg-Güstrow (1613-1676)                    | August van Brunswijk-Wolfenbüttel (1579–1666) ∞ Sophia Elisabeth van Mecklenburg-Güstrow (1613-1676)                    | Frederik van Hessen-Eschwege (1617–1655) ∞ 1691 Eleonora van Zweibrücken-Kleeburg (1626-1692)                           | Frederik van Hessen-Eschwege (1617–1655) ∞ 1691 Eleonora van Zweibrücken-Kleeburg (1626-1692)                           | Hertog Anton Ulrich van Brunswijk-Wolfenbüttel (1633–1714) ∞ 1656 Elisabeth Juliane van Holstein-Norburg (1634–1704)    | Hertog Anton Ulrich van Brunswijk-Wolfenbüttel (1633–1714) ∞ 1656 Elisabeth Juliane van Holstein-Norburg (1634–1704)    | Graaf Albrecht Ernst I von Oettingen-Oettingen (1642–1683) ∞ 1665 Christine Friederike van Württemberg (1644–1674)      | Graaf Albrecht Ernst I von Oettingen-Oettingen (1642–1683) ∞ 1665 Christine Friederike van Württemberg (1644–1674)      |
| Grootouders                                    | Ferdinand Albrecht I van Brunswijk-Bevern (1636–1687) ∞ Christina van Hessen-Eschwege (1648-1702)                       | Ferdinand Albrecht I van Brunswijk-Bevern (1636–1687) ∞ Christina van Hessen-Eschwege (1648-1702)                       | Ferdinand Albrecht I van Brunswijk-Bevern (1636–1687) ∞ Christina van Hessen-Eschwege (1648-1702)                       | Ferdinand Albrecht I van Brunswijk-Bevern (1636–1687) ∞ Christina van Hessen-Eschwege (1648-1702)                       | Lodewijk Rudolf van Brunswijk-Wolfenbüttel (1671-1735) ∞ Christina Louise van Oettingen-Oettingen (1671-1747)           | Lodewijk Rudolf van Brunswijk-Wolfenbüttel (1671-1735) ∞ Christina Louise van Oettingen-Oettingen (1671-1747)           | Lodewijk Rudolf van Brunswijk-Wolfenbüttel (1671-1735) ∞ Christina Louise van Oettingen-Oettingen (1671-1747)           | Lodewijk Rudolf van Brunswijk-Wolfenbüttel (1671-1735) ∞ Christina Louise van Oettingen-Oettingen (1671-1747)           |
| Ouders                                         | Ferdinand Albrecht II van Brunswijk-Wolfenbüttel (1680–1735) ∞ Antoinette Amalia van Brunswijk-Wolfenbüttel (1696–1762) | Ferdinand Albrecht II van Brunswijk-Wolfenbüttel (1680–1735) ∞ Antoinette Amalia van Brunswijk-Wolfenbüttel (1696–1762) | Ferdinand Albrecht II van Brunswijk-Wolfenbüttel (1680–1735) ∞ Antoinette Amalia van Brunswijk-Wolfenbüttel (1696–1762) | Ferdinand Albrecht II van Brunswijk-Wolfenbüttel (1680–1735) ∞ Antoinette Amalia van Brunswijk-Wolfenbüttel (1696–1762) | Ferdinand Albrecht II van Brunswijk-Wolfenbüttel (1680–1735) ∞ Antoinette Amalia van Brunswijk-Wolfenbüttel (1696–1762) | Ferdinand Albrecht II van Brunswijk-Wolfenbüttel (1680–1735) ∞ Antoinette Amalia van Brunswijk-Wolfenbüttel (1696–1762) | Ferdinand Albrecht II van Brunswijk-Wolfenbüttel (1680–1735) ∞ Antoinette Amalia van Brunswijk-Wolfenbüttel (1696–1762) | Ferdinand Albrecht II van Brunswijk-Wolfenbüttel (1680–1735) ∞ Antoinette Amalia van Brunswijk-Wolfenbüttel (1696–1762) |
| Karel I van Brunswijk-Wolfenbüttel (1713–1780) | | | | | | | | |